# Villeneuve-sous-Dammartin
Villeneuve-sous-Dammartin – miejscowość i gmina we Francji, w regionie Île-de-France, w departamencie Sekwana i Marna.
Według danych na rok 1990 gminę zamieszkiwały 413 osoby, a gęstość zaludnienia wynosiła 55 osób/km² (wśród 1287 gmin regionu Île-de-France Villeneuve-sous-Dammartin plasuje się na 857. miejscu pod względem liczby ludności, natomiast pod względem powierzchni na miejscu 518.).